# Rudolf von Scheliha
Rudolf "Dolf" von Scheliha (31 de maio de 1897 — 22 de dezembro de 1942) foi um oficial da cavalaria alemã e diplomata que se tornou um lutador da resistência ligado à Orquestra Vermelha. Em 1934, foi recrutado pela inteligência soviética enquanto servia em Varsóvia devido a necessidades financeiras. Nos anos que antecederam a guerra, von Scheliha foi colocado em uma posição de confiança no Ministério das Relações Exteriores, o que lhe permitiu passar documentos para a inteligência soviética e reunir uma grande coleção de documentos que detalhavam as atrocidades nazistas.
Ele tentou passar os documentos aos Aliados por meio de contatos na Suíça. Em junho de 1941, no início da invasão da União Soviética, sua linha de comunicação com os soviéticos foi cortada, que várias vezes tentaram sem sucesso reiniciar as comunicações e planejavam chantageá-lo.
Ele foi executado pelos nazistas durante a Segunda Guerra Mundial.